# Max Säume

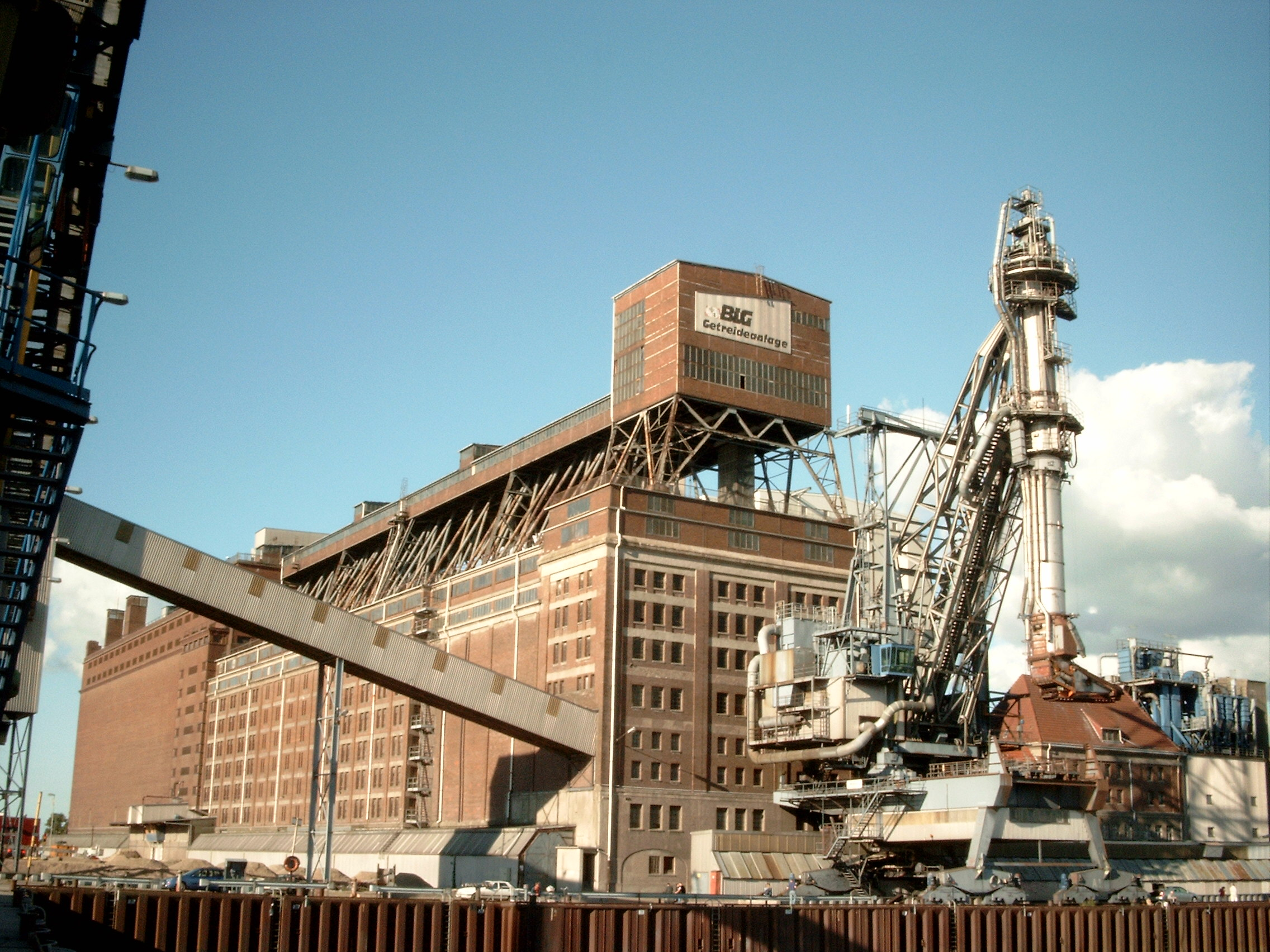
Die Getreideanlage in Bremen

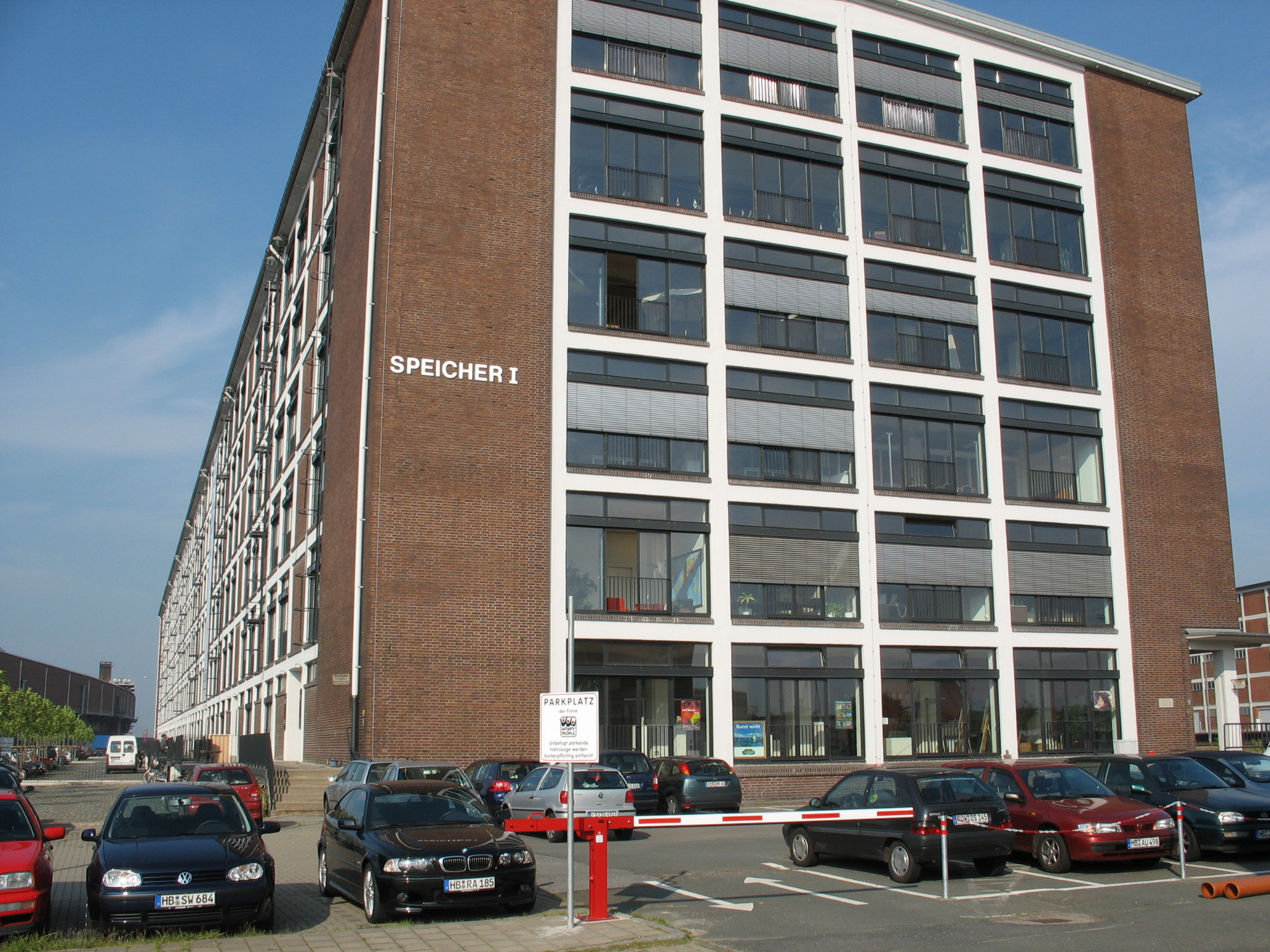
Speicher I (2006 nach Umbau)

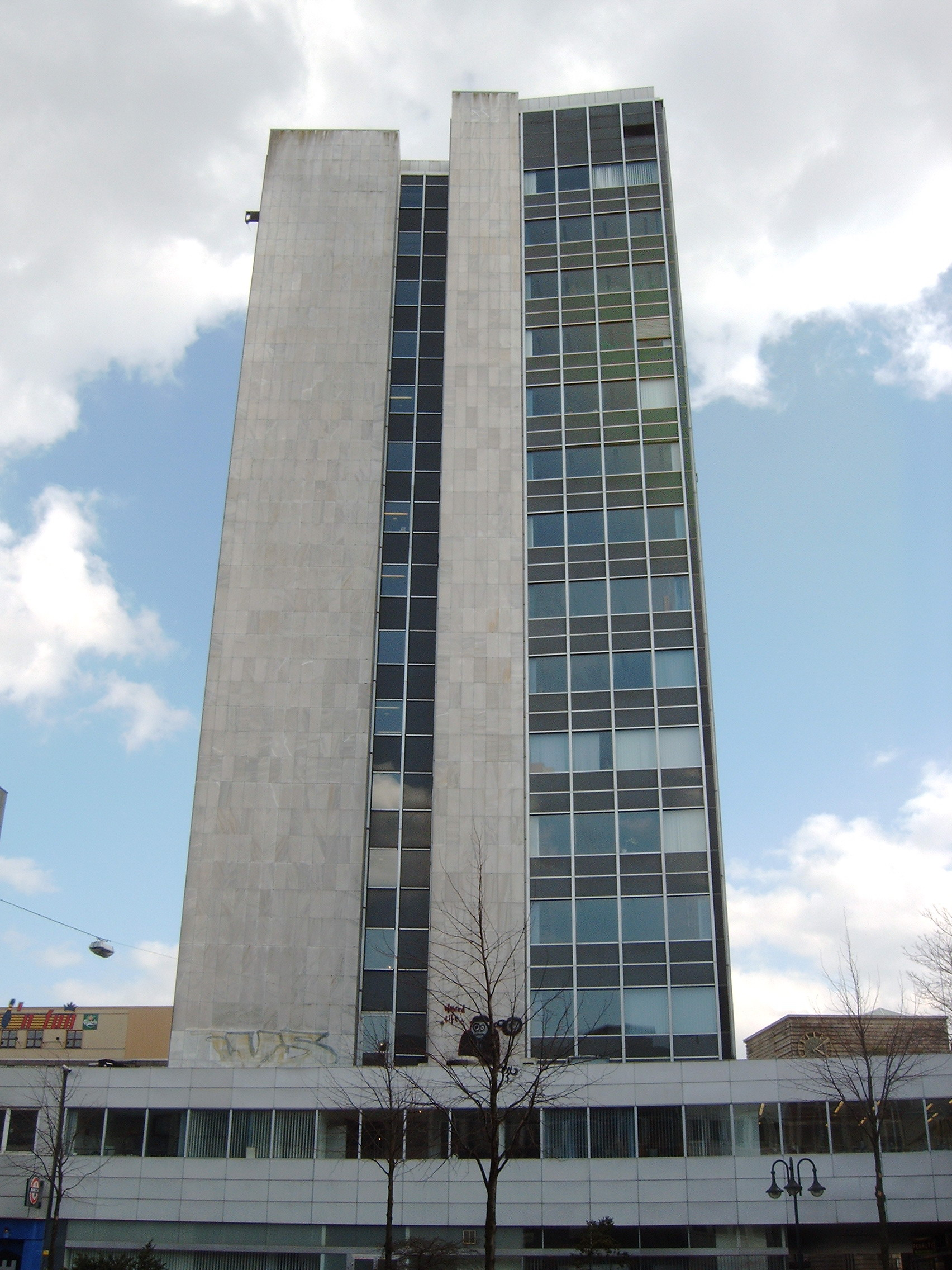
Siemens-Hochhaus (2006)

Max Säume (* 5. Juni 1901 in Berlin; † 15. April 1965 in Bremen) war ein deutscher Architekt.

## Biografie
Säume studierte in den 1920er Jahren Architektur an der Technischen Hochschule Berlin. Er war dort Mitglied der von Hermann Zweigenthal initiierten Gruppe Junger Architekten (G.J.A.). Schüler von Hans Poelzig, Säume schließt mit Promotion ab. Zunächst war er im Architekturbüro von Hermann Jansen in Berlin tätig. 1932 gründete er in Berlin mit seinem Studienfreund Günther Hafemann ein eigenes Büro. Hier waren sie vorwiegend für städtebauliche Arbeiten planerisch tätig.
Nach dem Zweiten Weltkrieg begründeten beide 1948 eine Architektengemeinschaft in Bremen. Nach einigen Industriebauten, den Speicher I und die Getreideanlage im Hafen, konnte das Büro durch Wettbewerbserfolge ein breiteres Aufgabenfeld erreichen. Sie planten und realisierten vornehmlich für die bremische Wohnungsbaugesellschaft GEWOBA Wohnanlagen im Neuenland und in der Neuen Vahr und die Wohnanlage Kohlmannstraße (1956) sowie das Siemens-Hochhaus und das Tivoli-Hochhaus.

## Ehrungen
Die Max-Säume-Straße in Bremen-Blockdiek wurde nach ihm benannt.

## Werk
- 1925: Wettbewerbsbeitrag Umgestaltung der Straße Unter den Linden, Berlin

Zusammen mit Günther Hafemann
- 1926–1931: Mitarbeit im Büro von Hermann Jansen
- 1926: Bebauungsplan der Stadterweiterung für Wittlich, Rheinland-Pfalz (Säume)
- 1926: Teilbebauungsplan der Stadterweiterung Goslar, Am Köppelsbleek (Hafemann)
- 1927: Bebauungsplan der Stadterweiterung Brotterode, Thüringen (Säume)
- 1928: Flächennutzungs- und Verkehrsplan für Ankara (Säume)
- 1929: Teilbebauungsplan Buckow, Brandenburg (Säume)
- 1930: Bebauungsplan für den Schlossplatz/Hindenburgplatz, Münster (Säume)
- ab 1932: Bürogemeinschaft von Säume & Hafemann in Berlin
- a) Bebauungsplan für Neuruppin (1934/35)
- b) 200 Einzelplanungen für kleine Städte und Gemeinden in der Mark Brandenburg
- c) Beteiligung an Wettbewerben u. a. in Stockholm und Zagreb
- 1939: Rathaus Trebbin
- 1947–1950: Wiederaufbau der Getreideverkehrsanlage, Holz- und Fabrikenhafen, Bremen
- 1948: Wettbewerbserfolg in Wilhelmshaven
- 1948–1949: Einfamilienhaus (Finanzsenator Nolting-Hauff), Marcusallee 26, Bremen
- 1949: Wettbewerbserfolg in Bremerhaven
- 1948–1950: Speicher I im Europahafen, der heutigen Bremer Überseestadt
- 1950: 1. Preis Wettbewerb um die Neugestaltung der westlichen Vorstadt
- 1951–1954: Wiederaufbau des Paula-Becker-Modersohn-Hauses und des Hauses Atlantis in der Böttcherstraße
- 1951–1954: Wiederaufbau des ehem. Rathscafés, Am Markt 1 (Umbau des Inneren als „Deutsches Haus“)
- 1953–1955: Wiederaufbau der Westlichen Vorstadt, in Walle
- 1954–1955: DeFaKa-Kaufhaus, Obernstraße 21/25 zusammen mit Architekt  Bernhard Wessel (heute Bestandteil des Karstadt-Warenhauses)
- 1954–1956: Wohnanlage Kohlmannstraße und Wohnhaus der beiden Architekten mit Atelier in Bremen-Horn
- 1954–1957: Gartenstadt-Süd (Gartenstadt Neuenlande) in der Bremer Neustadt
- 1954–1957: Siedlung Up Willmannsland in Bremen-Lesum
- 1955–1956: Gartenstadt Vahr (nördlicher Teil) in der Gartenstadt Vahr; Bebauungsplan gemeinsam mit Ernst May
- a) Wohnhochhaus Heideplatz
- b) Einkaufszentrum und Kino
- c) Jugendheim, Kindertagesstätte und Mütterberatung
- d) Grund-u. Hauptschule, In der Vahr 75 (II. Bauabschnitt 1958; III. Bauabschnitt 1962)
- e) viergeschossige Wohnhäuser mit Mietwohnungen
- 1956–1962: Neue Vahr; Bebauungsplan gemeinsam mit Ernst May und Hans Bernhard Reichow
- a) „Schlangenbau“, Kurt-Schumacher-Allee 73/97
- b) zwei vierzehngeschossige Häuser am Ostrand der Vahr (Dietrich-Bonhoeffer-Straße 37; Geschwister-Scholl-Straße 8
- c) 1959–1960: Grund- u. Hauptschule in der Neuen Vahr, Carl-Goerdeler-Str. 27 (Max Säume) (II. Bauabschnitt 1961; III. Bauabschnitt 1962)
- d) vierzehngeschossiges Wohnhochhaus (9/11) mit Ladenzeile (13/21), Kurt-Schumacher-Allee
- e) Zentrum der Neuen Vahr, Restaurant (Max Säume) (Abbruch)
- 1957: Kraftfahrzeug-Zulassungsstelle (Straßenverkehrsdirektion) Georg-Bitter-Straße 7 (Abbruch)
- 1957: 1. Preis Wettbewerb Stadthalle Bremen, Roland Rainer, Wien mit Max Säume und Günther Hafemann
- 1958: Wettbewerb Haus der Bürgerschaft, Max Säume ist einer von sieben Preisrichtern
- 1959–1960: Hafenhochhaus am Überseehafen

Nach dem Tod von Günther Hafemann
- 1960: drei achtgeschossige Wohnhochhäuser Marßeler Feld
- 1962:	Tivoli-Hochhaus, Rembertiring 2 (mit Morschel, Henke und Hodde)
- 1961–1964: Stadthalle Bremen, Roland Rainer, Wien, mit Max Säume
- 1964:	Kaufhalle am Brill. Abbruch, nur konstruktives Skelett erhalten
- 1964:	Wohnhaus Richard Boljahn (Max Säume), Ostender Straße 3 (An der Varreler Bäke), Abbruch 1997
- 1965:	Siemens-Hochhaus, Contrescarpe 72 (Herdentorsteinweg), (heute senatorische Dienststelle) in Bremen-Mitte